# Alchemilla subalpestris
Alchemilla subalpestris é uma espécie de rosácea do gênero Alchemilla, pertencente à família Rosaceae.